# Sjulsvattnet
Sjulsvattnet är en sjö i Strömsunds kommun i Jämtland och ingår i Ångermanälvens huvudavrinningsområde. Sjön har en area på 0,294 kvadratkilometer och ligger 299,1 meter över havet. Sjön avvattnas av vattendraget Sjulsån (Fiskån).

## Delavrinningsområde
Sjulsvattnet ingår i det delavrinningsområde (713898-144995) som SMHI kallar för Utloppet av Sjulsvattnet. Medelhöjden är 345 meter över havet och ytan är 2,15 kvadratkilometer. Räknas de 57 avrinningsområdena uppströms in blir den ackumulerade arean 273,14 kvadratkilometer. Sjulsån (Fiskån) som avvattnar avrinningsområdet har biflödesordning 3, vilket innebär att vattnet flödar genom totalt 3 vattendrag innan det når havet efter 269 kilometer. Avrinningsområdet består mestadels av skog (79 procent). Avrinningsområdet har 0,3 kvadratkilometer vattenytor vilket ger det en sjöprocent på 13,7 procent.